# غويليرمي بتاتا
غويليرمي بتاتا هو لاعب كرة قدم برازيلي في مركز الوسط، ولد في 2 مايو 1992 في أوبيرابا في البرازيل. لعب مع أتلتيكو باراناينسي ونادي فيروفياريا ونادي الرمس.

## وصلات خارجية
- غويليرمي بتاتا على موقع قاعدة بيانات كرة القدم.إي يو (الإنجليزية)
- غويليرمي بتاتا على موقع Soccerway.com (الإنجليزية)